# Gotfrid II. od Villehardouina
Gotfrid II. od Villehardouina (fra. Geoffroy II de Villehardouin, grč. Γοδεφρείδος Β΄ Βιλλεαρδουίνος) bio je treći knez (princ) Ahaje u srednjovjekovnoj Grčkoj.
Bio je sin i imenjak kneza Gotfrida I. od Villehardouina i njegove supruge, gospe Elizabete. Imao je brata Vilima. Njegov je otac preuzeo kontrolu nad velikim dijelom poluotoka Peloponeza (Morea) te je postao knez Ahaje nakon smrti kneza Vilima I. Gotfrid I. je pozvao svoju ženu i sina Gotfrida iz Šampanje u Grčku. Rezidencije obitelji bili su dvorci u Sparti i Kalamati.
Godine 1217. mladi Gotfrid II. je oženio Agnezu (Agnès), kćer Petra II. od Courtenaya.
Gotfrid je imao oko 35 godina kad je naslijedio oca te je na svom dvoru uvijek držao 80 vitezova. Njegova je vladavina započela u vrlo nemirno doba u Grčkoj, premda je Gotfrid bio utjecajna i moćna osoba te je zapamćen kao pravedan i mudar.
Njegov šogor, Balduin II. od Courtenaya, dao mu je otok Eubeju.
Gotfrid je umro 1246. godine te je pokopan u crkvi svetog Jakova u Andravidi (grč. Ανδραβίδα). Naslijedio ga je mlađi brat. 

## Poveznice
- Izabela, Gotfridova nećakinja
- Margareta, Gotfridova nećakinja